# اسونسیال
اسونسیال (به سوئدی: Svensgöl) یک منطقهٔ مسکونی در سوئد است که در بخش کالسکرونا واقع شده‌است.